# 经典947
上海人民广播电台经典音乐广播，通称经典947，是一家总部设在上海，也是中国内地唯一一套专业经典音乐广播频率，2004年开播。该台原先隶属于上海人民广播电台，但在上海广播电视台成立将上海人民广播电台和上海东方广播电台合并后，原上海人民广播电台经典音乐广播并入后来成立的SMG文艺广播中心，并更名为经典947。
2010年，SMG广播部门进行改制，成立新的上海东方广播有限公司，经典947并入东方广播。
2014年7月3日，上海广播电视台宣布，旗下艺术人文频道、七彩戏剧频道、经典947频率、戏剧曲艺频率组建“公益媒体群”，将转型为不以广告创收、收视率为考核目标的公益频道。

## 节目
经典947节目内容以古典音乐为主，辅之以中国和欧美老歌、轻音乐、跨界音乐以及民乐。
除播出以下节目外，经典947每年转播多场世界性的著名音乐会，如柏林森林音乐会和柏林新年音乐会。同时是星期广播音乐会的音频直播合作伙伴。
- 小夜曲
- 美文妙律
- 音乐会说话
- 音乐新空气
- 经典放送
- 与你共享
- 音乐下午茶
- 音乐美乐地
- 轻松乐逍遥
- 古典音乐时间
- 经典纵横
- 爵士夜上海
- 周末晨曲
- 流淌的歌声
- 世界音乐星空
- 民乐逍遥游
- 星期广播音乐会
- 古典也轻松
- 古典导航
- 智慧妈妈
- 怀旧金曲
- 王博士音乐坊
- 音乐之旅
- 巴西风情
- 经典入门
- 947爱乐厅
- 琴童世界

## 主持人[7]
- 潜韵婷
- 顾超
- 吴思源
- 李欣
- 陈濛
- 叶波
- 谢力昕
- 长缨
- 张民权
- 虞莉娅
- 洪韵
- 李嘉
- 小铃
- 周婕
- 海苏
- 陈洁
- 王平
- 王勇
- 刘岗
- 冯程
- 雪飞
- 啾啾
- 依嘉
- 晨曦

## 外部連結
- 官方网站